# Festival Internacional de Cine de Venecia de 1938
La "6ª" Mostra Internacional de Cine de Venecia se celebró del 8 de agosto al 31 de agosto de 1938. Esta edición vino fuertemente marcada por la influencia del régimen fascista y por la no presencia de las películas estadounidenses.

## Jurado
- Giuseppe Volpi di Misurata (presidente) (Italy)[2]
- Olaf Andersson
- Luigi Freddi
- Miloš Havel
- Neville Kearney
- René Jeanne
- Oswald Lehnich
- Antonio Maraini
- Humberto Mauro
- Edmond Moreau
- Eitel Monaco
- Ryszard Ordynski
- Giacomo Paolucci de Calboli Barone
- Alfonso Rivas Bustamante
- Harold Smith
- Junzo Sato
- F. L. Theron
- Carl Vincent
- Louis Villani

## Películas

### Sección oficial
Las películas siguientes se presentaron en la sección oficial:
| Título en español                       | Título original                   | Director(es)                                              | País           |
| --------------------------------------- | --------------------------------- | --------------------------------------------------------- | -------------- |
| A Noszty fiú esete Tóth Marival         | A Noszty fiú esete Tóth Marival   | Steve Sekely                                              | HUngría        |
| Abuso de confianza                      | Abus de confiance                 | Henri Decoin                                              | Francia        |
| Alexander's Ragtime Band                | Alexander's Ragtime Band          | Henry King                                                | Estados Unidos |
| Allá en el Rancho Grande                | Allá en el Rancho Grande          | Fernando de Fuentes                                       | México         |
| Ardid femenino                          | Vivacious Lady                    | George Stevens                                            | Estados Unidos |
| Así nace una fantasía                   | The Goldwyn Follies               | George Marshall                                           | Estados Unidos |
| as aventuras de Tom Sawyer              | The Adventures of Tom Sawyer      | Norman Taurog                                             | Estados Unidos |
| Bajo la Cruz del Sur                    | Sotto la croce del sud            | Guido Brignone                                            | Italia         |
| Bajo palabra de honor                   | Urlaub auf Ehrenwort              | Karl Ritter                                               | Alemania       |
| Blancanieves y los siete enanitos       | Snow White and the Seven Dwarfs   | Walt Disney, Wilfred Jackson, Ben Sharpsteen y David Hand | Estados Unidos |
| Break the News                          | Break the News                    | René Clair                                                | Reino Unido    |
| La chismosa                             | La chismosa                       | Enrique T. Susini                                         | Argentina      |
| Cech panen kutnohorských                | Cech panen kutnohorských          | Otakar Vávra                                              | Checoslovaquia |
| De una misma sangre                     | Luciano Serra, pilota             | Goffredo Alessandrini                                     | Italia         |
| Duniya Na Mane                          | Duniya Na Mane                    | Shantaram Rajaram Vankudre                                | India          |
| Entrada de artistas                     | Entrée des artistes               | Marc Allégret                                             | Francia        |
| Filosofská historie                     | Filosofská historie               | Otakar Vávra                                              | Checoslovaquia |
| Gonin no sekkôhei                       | Gonin no sekkôhei                 | Tomotaka Tasaka                                           | Japón          |
| Hordubalové                             | Hordubalové                       | Martin Frič                                               | Checoslovaquia |
| Jezabel                                 | Jezabel                           | William Wyler                                             | Estados Unidos |
| La mort du cygne                        | La mort du cygne                  | Jean Benoît-Lévy                                          | Francia        |
| El muelle de las brumas                 | Le quai des brumes                | Marcel Carné                                              | Francia        |
| Geniusz sceny                           | Geniusz sceny                     | Romuald Gantkowski                                        | Polonia        |
| Halka                                   | Halka                             | Juliusz Gardan                                            | Polonia        |
| Han raptado a un hombre                 | Hanno rapito un uomo              | Gennaro Righelli                                          | Italia         |
| Huellas borradas                        | Verwehte Spuren                   | Veit Harlan                                               | Alemania       |
| Le joueur d'échecs                      | Le joueur d'échecs                | Jean Dréville                                             | Francia        |
| L'innocent                              | L'innocent                        | Maurice Cammage                                           | Francia        |
| Magda (La vuelta al hogar)              | Heimat                            | Carl Froelich                                             | Alemania       |
| María Antonieta                         | Marie Antoinette                  | W. S. Van Dyke                                            | Estados Unidos |
| Mother Carey's Chickens                 | Mother Carey's Chickens           | Rowland V. Lee                                            | Estados Unidos |
| Olimpiada, parte 1 y Olimpiada, parte 2 | Olympia 1. Teil - Fest der Völker | Leni Riefenstahl                                          | Alemania       |
| ¡Ora Ponchano!                          | ¡Ora Ponchano!                    | Gabriel Soria                                             | México         |
| Panenství                               | Panenství                         | Otakar Vávra                                              | Checoslovaquia |
| Payasos                                 | Fahrendes Volk                    | Jacques Feyder                                            | Alemania       |
| Péntek Rézi                             | Péntek Rézi                       | Ladislao Vajda                                            | Hungría        |
| Piloto de pruebas                       | Test pilot                        | Victor Fleming                                            | Estados Unidos |
| Pygmalión                               | Pygmalión                         | Anthony Asquith                                           | Reino Unido    |
| El prisionero de Zenda                  | The Prisoner of Zenda             | John Cromwell                                             | Estados Unidos |
| Prisión sin rejas                       | Prison sans barreaux              | Léonide Moguy                                             | Francia        |
| Ramuncho                                | Ramuncho                          | René Barberis                                             | Francia        |
| Revuelta en la India                    | The Drum                          | Zoltan Korda                                              | Reino Unido    |
| La sensación de París                   | The Rage of Paris                 | Henry Koster                                              | Estados Unidos |
| Un marido modelo                        | Der Mustergatte                   | Wolfgang Liebeneiner                                      | Alemania       |
| Un rostro de mujer                      | En kvinnas ansikte                | Gustaf Molander                                           | Suecia         |
| Verdi                                   | Giuseppe Verdi                    | Carmine Gallone                                           | Italia         |
| White Banners                           | White Banners                     | Edmund Goulding                                           | Estados Unidos |
| Yvette                                  | Yvette                            | Wolfgang Liebeneiner                                      | Alemania       |

## Premios[4]
- Copa Mussolini a la mejor película:
  - De una misma sangre de Goffredo Alessandrini
  - Olimpiada, parte 1 y Olimpiada, parte 2 de Leni Riefenstahl
- Copa Volpi:
  - Mejor Actor: Leslie Howard por Pygmalión
  - Mejor actriz: Norma Shearer por María Antonieta
- Recomendación especial:
  - Allá en el Rancho Grande de Fernando de Fuentes
  - Break the News de René Clair
  - Un marido modelo de Heinz Rühmann
  - Un rostro de mujer de Gustaf Molander
  - Payasos de Jacques Feyder
  - Geniusz sceny de Ludwik Solski
  - Han raptado a un hombre de Gennaro Righelli
  - Jezabel de William Wyler
  - El muelle de las brumas de Marcel Carné
  - Michelangelo de Curt Oertel
  - Bajo la Cruz del Sur de Guido Brignone
  - La sensación de París de Henry Koster
  - Thema's van de inspiratie de Charles Dekeukeleire
  - Bajo palabra de honor de Karl Ritter
  - Ardid femenino de George Stevens
- Mejor Director: Heimat de Carl Froelich
- Medalla: Natur und Technik de Ulrich K. T. Schultz
- Mejor cortometraje de ficción
  - Armonie pucciniane de Giorgio Ferroni
  - Karakoram de Henri de Ségogne
  - Sv. Istvan (Magyar Film Iroda)
- Mejor documental:
  - Nella luce di Roma (Istituto Nazionale Luce)
  - The River de Pare Lorentz
- Mejor película científica o educativa: Der Bienenstaat de Ulrich K. T. Schultz
- Premio Especial: Blancanieves y los siete enanitos de Walt Disney, Wilfred Jackson, Ben Sharpsteen y David Hand